# غراديسكا ديسونتسو
غراديسكا ديسونتسو (بالفريولية كراديسكيا) و (بالسلوفينية: Gradišče ob Soči)(بالألمانية: Gradis am Sontig)‏.وهي حدى مدن مقاطعة غوريزيا في فريولي فينيزيا جوليا، وشمال شرق إيطاليا. وولد المحامي واللغوي وعالم اللغة فيليب سارشي في غراديسكا ديسونتسو.

## جغرافية
وتقع البلدية في شمال شرق إيطاليا على الضفة اليمنى لنهر إيسونزو، وعلى بعد حوالي 12 كيلومترًا (7.5 ميل) جنوب غرب غوريزيا. وحصلت على امتيازات المدينة في 14 يوليو في عام 1936. واعتبارا من عام 2011، فقد بلغ عدد سكان غراديسكا تقريبا 6580،
وتعد المدينة مركزًا مهمًا للثقافة الفريولية في منطقة جوليان فينيتيا.

## التاريخ
ويطلق على المدينة اسم موقع سلافي: في اللغة السلوفينية القديمة،  (قرايدش)(راجع gord) هو مصطلح يشير إلى موقع محصن أو خراب وهو اسم جغرافي واسع الانتشار في الأراضي السلوفينية.و ربما كانت المنطقة ذات أهمية استراتيجية على نهر إيسونزو قد استقرت بالفعل في العصر الروماني وتحت مملكة اللومبارديين، وتعرضت لاحقًا لهجمات القوات المجرية على شمال إيطاليا.

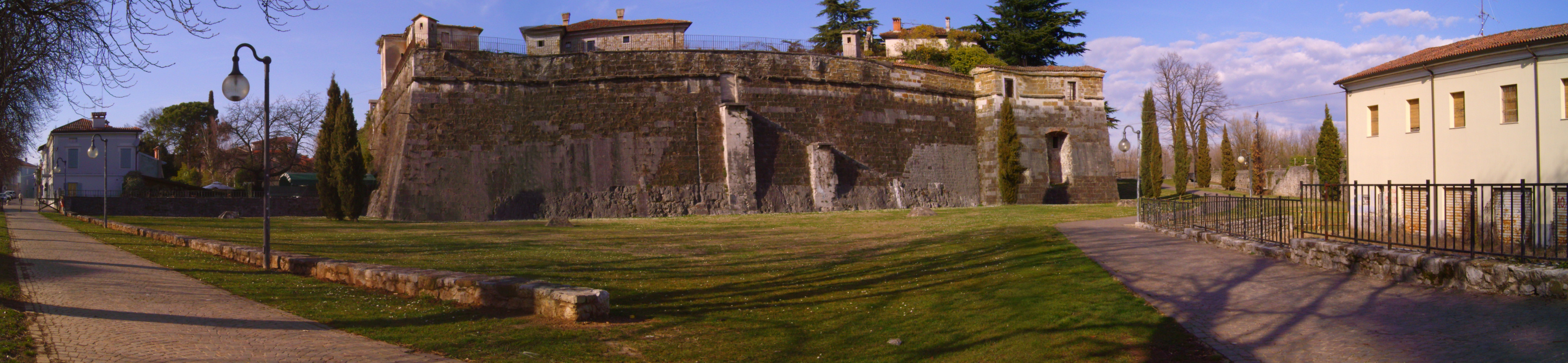
قلعة جراديسا

ذكرت مستوطنة غراديسكا الريفية لأول مرة في عام 1176، عندما كان سكانها مختلطين من أصل سلافي ولاتيني. وثم كانت تابعة لملكية فرا، والتي كانت تسيطر عليها أولياء أكويليا من عام 1420 فصاعدًا، وتم غزو أراضيهم تدريجيًا من قبل جمهورية البندقية، وضمها ودمجها في البندقية دوميني دي تيرافيرما في عام 1473.  وقامت البندقية بتحصين جراديسكا كمعقل ضد الغارات العثمانية، وثم جزء من خط دفاع ضخمة على طول نهر إيسونزو معتمداً على الخطط التي صممها ليوناردو دافنشي.
وخلال حرب عصبة كامبراي ضد البندقية، غزا الإمبراطور ماكسيميليان الأول جراديسكا في عام 1511، ومن الآن فصاعدًا أصبحت ملكية هابسبورغ محكومة داخل مقاطعة غوريزيا كجزء من الأراضي النمساوية الداخلية. وفي عام 1615، وبدأت محاولة الجمهورية البندقية لاستعادتها حرب كراديسكا. ومع ذلك احتفظ البيت الإمبراطوري في هابسبورغ؛ وفي عام 1647 جعلها الإمبراطور فرديناند الثالث عاصمة مقاطعة كراديسكا المتمتعة بالحكم الذاتي وباع الإقليم إلى جون أنتوني من إيجنبرج، وسلالة إيغنبرغ والتي تم ترقيتها رسميًا إلى أمراء الإمبراطورية الرومانية المقدسة في عام 1654، وعقدت كراديسكا حتى عام 1717 توسيعها وإثرائها باستمرار كمقر إقامة أميري.
ومع انقراض الإغينبيرجز، فقد عادت المقاطعة إلى بيت هابسبورغ، وأعيد توحيدها مع مقاطعة غوريزيا المتبقية. وأدى الاتحاد إلى إنشاء مقاطعة برينسيلي في غوريزيا وكراديسكا في عام 1754، والتي كانت موجودة حتى حل النمسا والمجر في عام 1918. وبقيت المدينة في الجانب السيزليثاني بعد تسوية عام 1867 كرئيس للمنطقة التي تحمل نفس الاسم (جراديسكا)، وهي واحدة من 11 بيزيركاوبتمانشافتن في المقاطعة الساحلية النمساوية.
وخلال الهيمنة النمساوية احتفظت المدينة بطابعها الإيطالي في الغالب. وفقًا لآخر تعداد في النمسا في عام 1910 كان 60.0٪ من سكان المدينة يتحدثون الإيطالية أو الفريولية، و 13.8٪ يتحدثون السلوفينية، و 2.3٪ فقط يتحدثون الألمانية كلغتة الأولى.
وعند اندلاع الحرب العالمية الأولى في عام 1914، حارب سكان غراديسكا في ظل النمسا والمجر. أصبحت المدينة جزءًا من إيطاليا في عام 1921.

## المعالم السياحية الرئيسية
- قلعة بناها الفينيسيون في أواخر القرن الخامس عشر فوق قلعة موجودة مسبقًا معروفة منذ عام 1176. تم توسيعه تحت السيطرة النمساوية (القرنان السادس عشر والسابع عشر)، وتحول فيما بعد إلى سجن. من بين الأشخاص المسجونين هنا كان فيديريكو كونفالونييري.
- كاتدرائية
- كنيسة سانتو سبيريتو مع لوحة مذبح من تصميم بومبيو راندي.

## مشاهير
- جيوردانو كولاوسيج، لاعب كرة قدم

## المعرض الصور

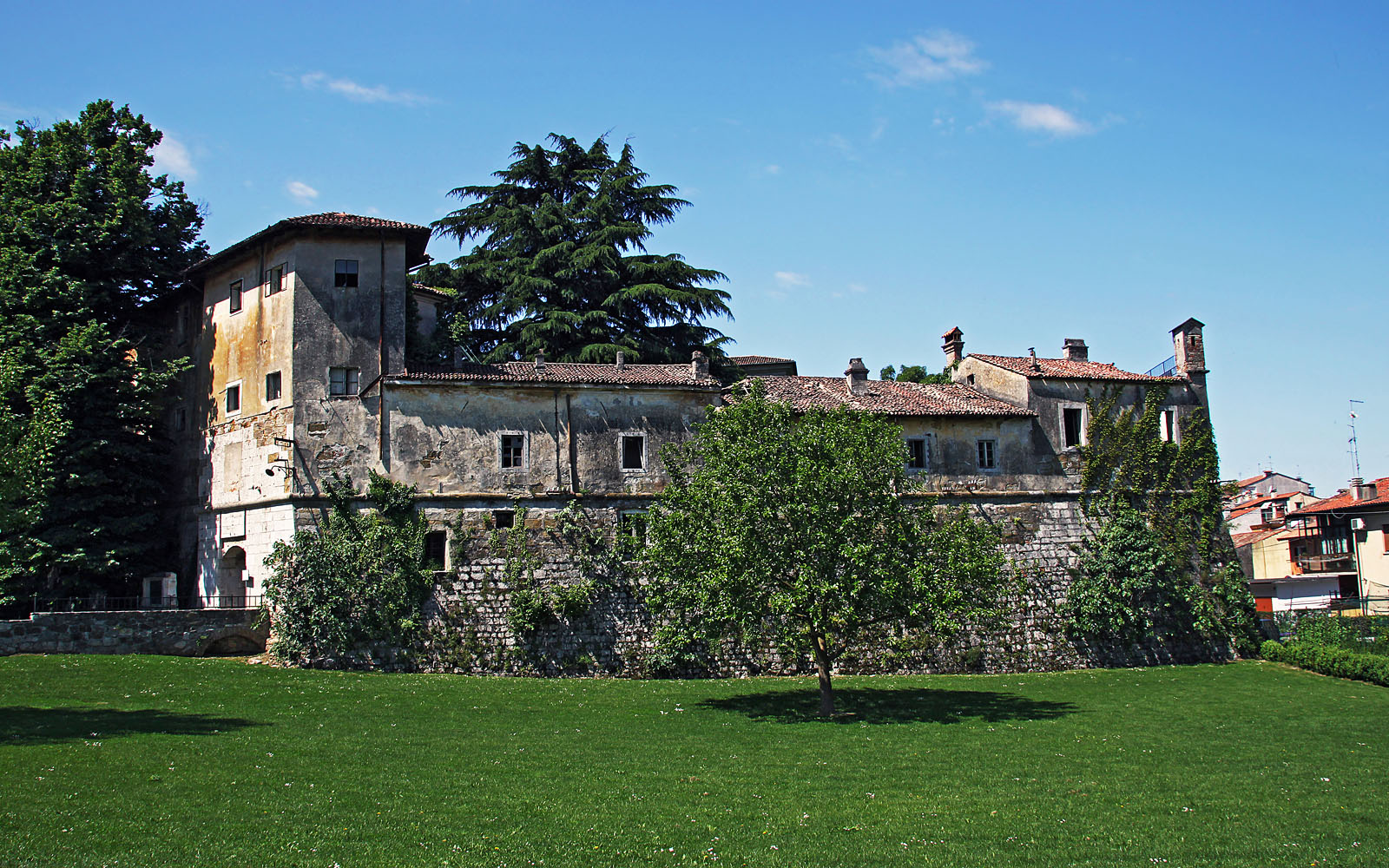
قلعة
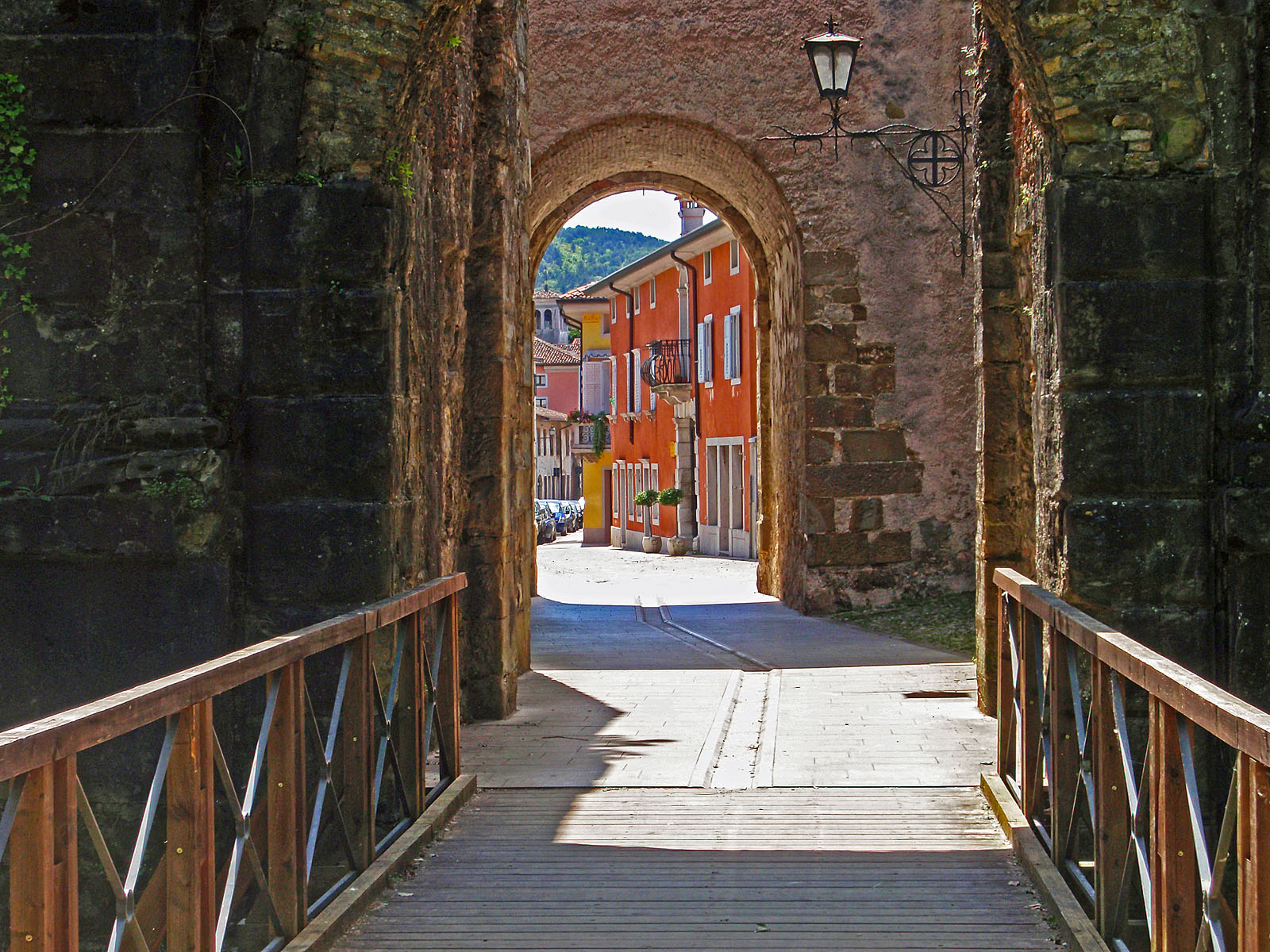
مادونا ديلا بورتا
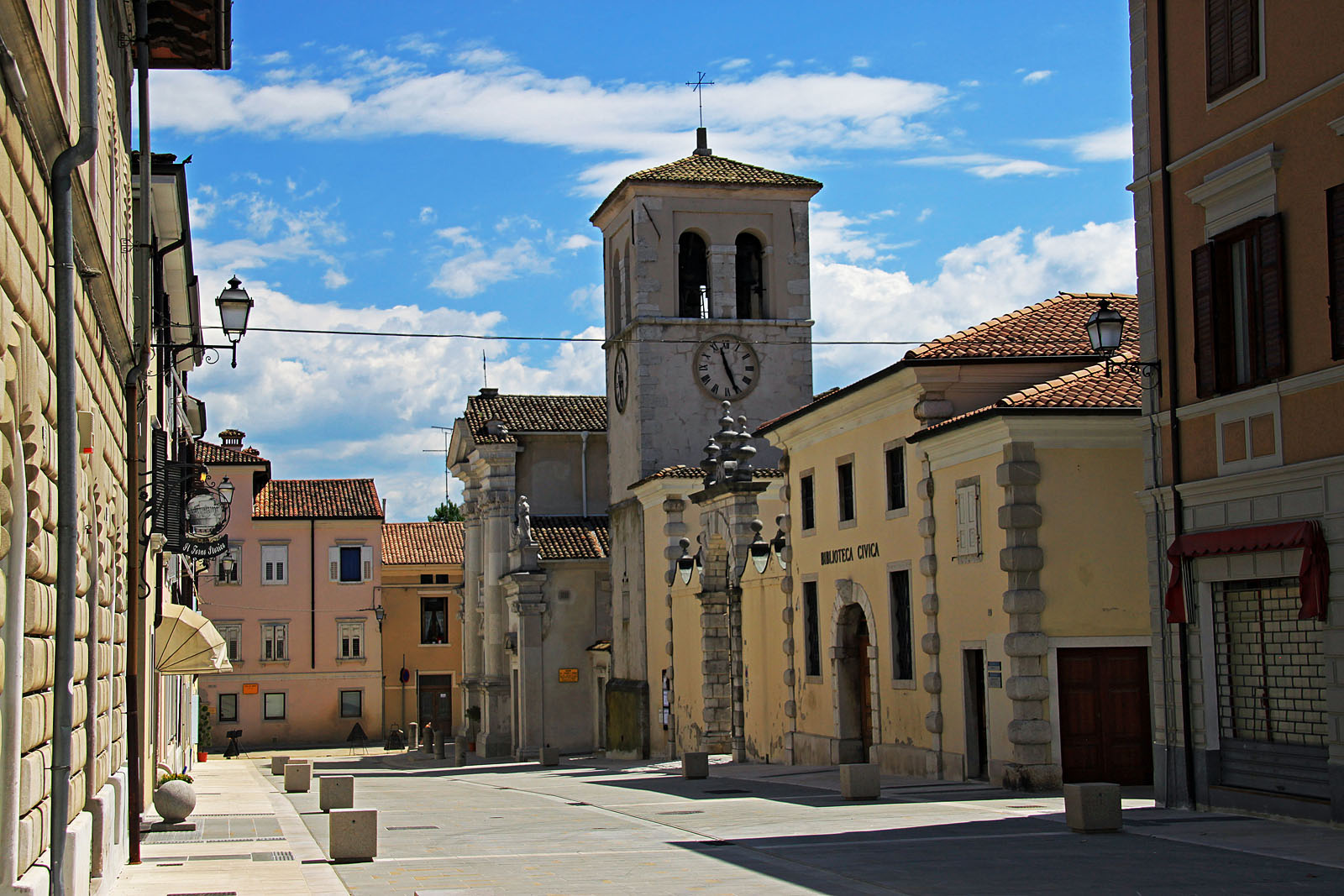
شارع رئيسي
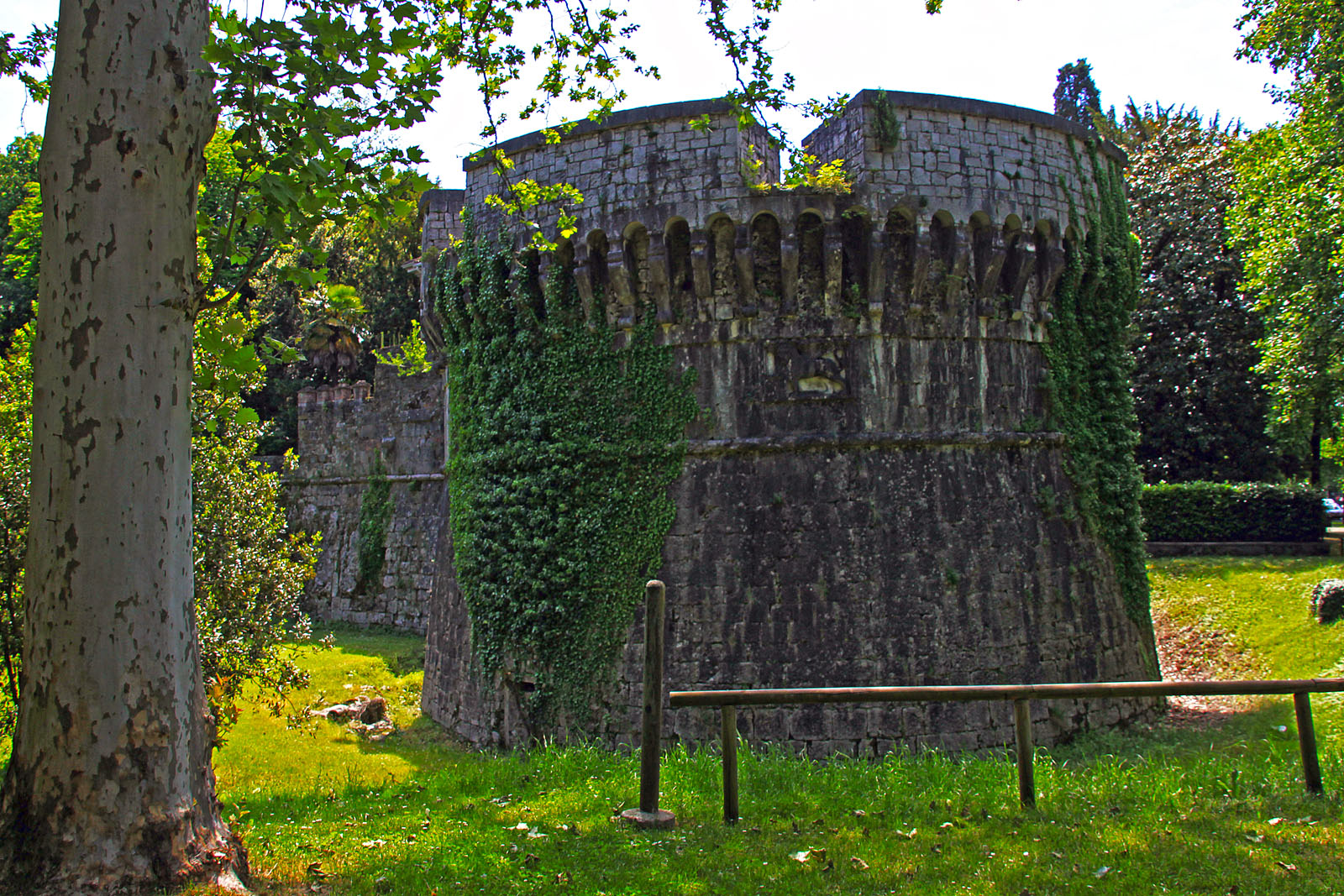
باركو ديلا روتوندا

## أنظر أيضا
- جوريزيا وجراديسكا